# GAC-Honda EA6
GAC-Honda EA6 – elektryczny samochód osobowy klasy kompaktowej produkowany przez chińsko-japońskie joint venture GAC Honda od 2021 roku.

## Historia i opis modelu

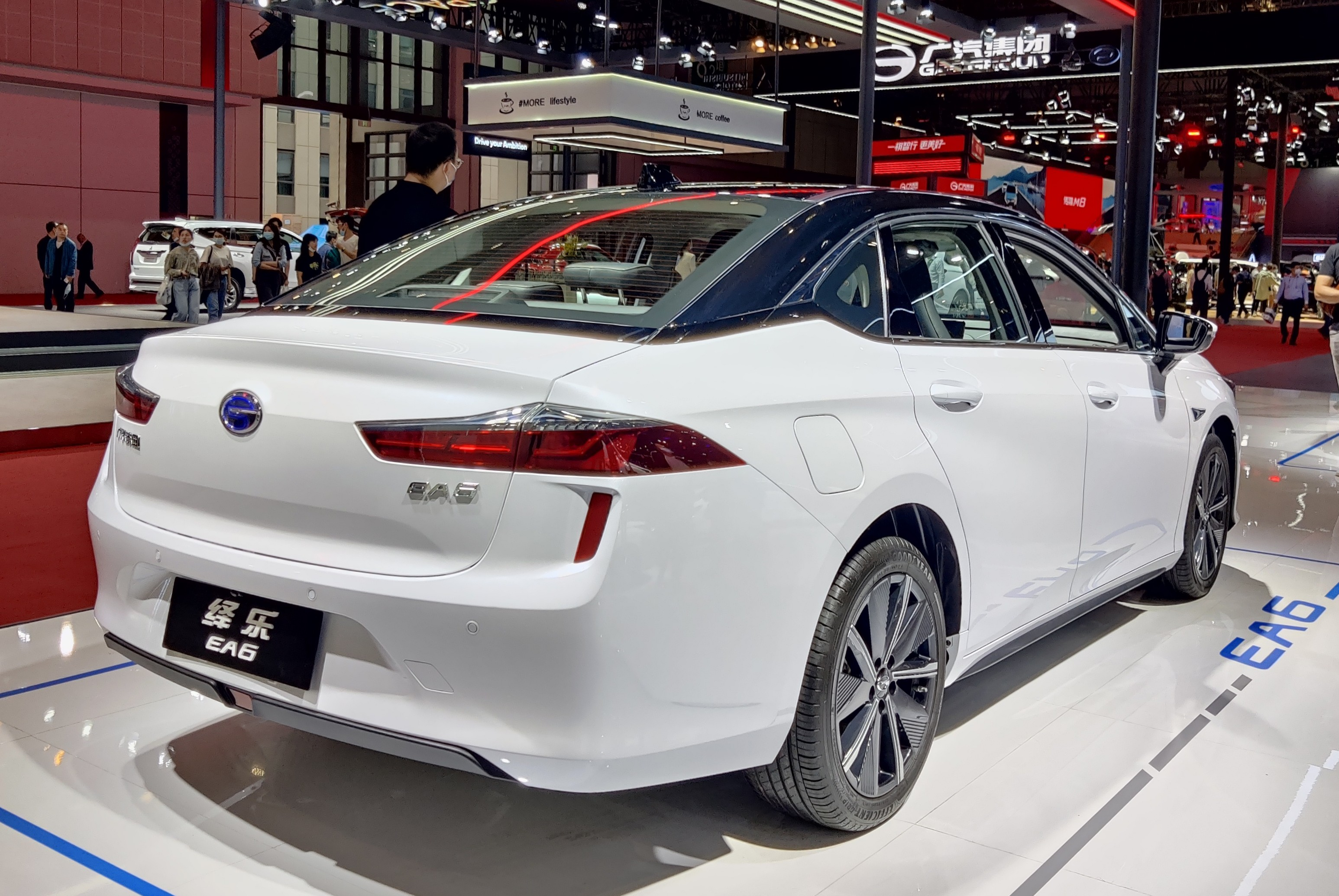
GAC-Honda EA6 - tył

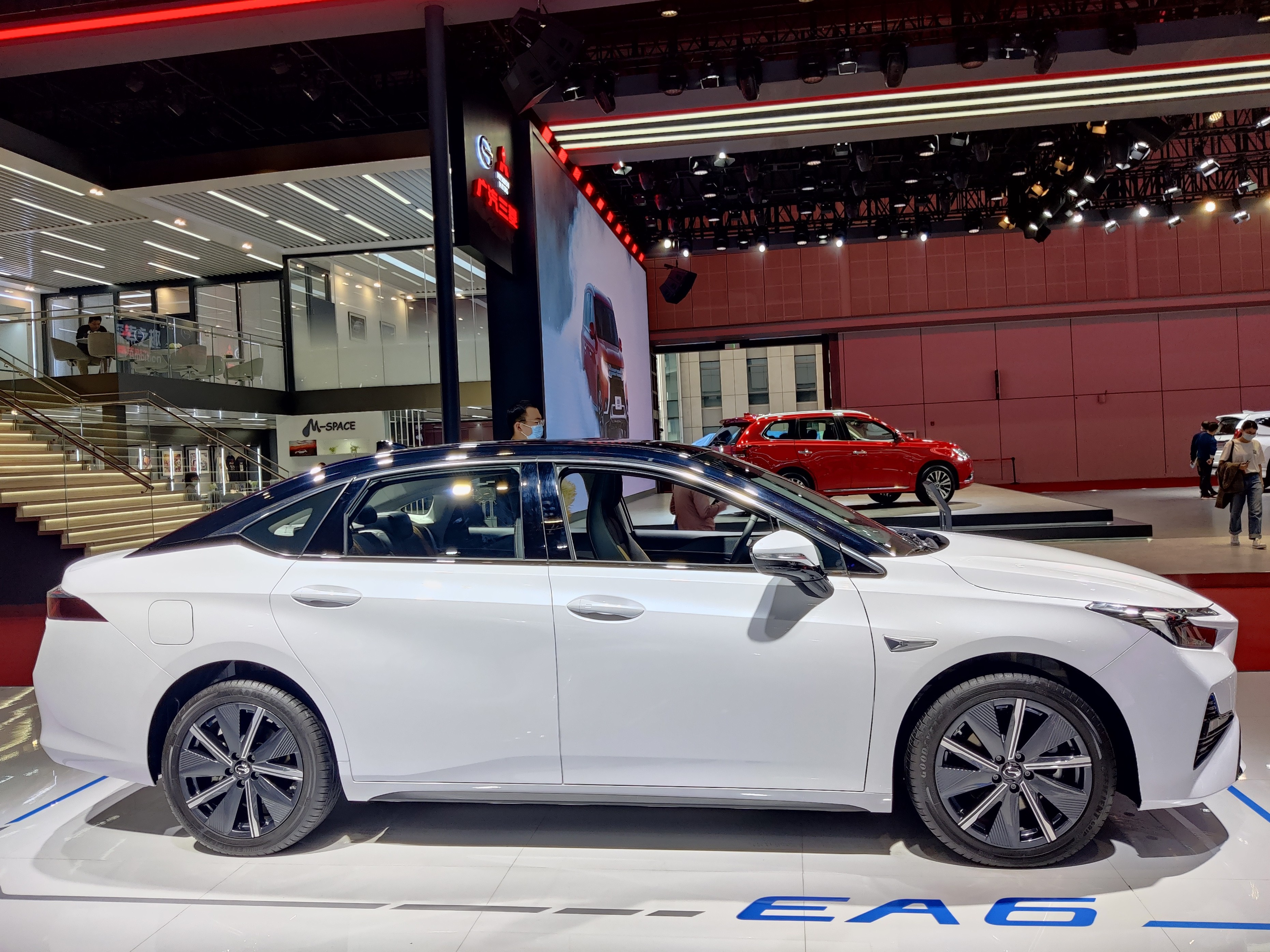
GAC-Honda EA6 - sylwetka

W listopadzie 2020 podczas międzynarodowych targów samochodowych Guangzhou Auto Show GAC Honda, chińska spółka joint venture będąca zarazem lokalnym oddziałem Hondy, przestawiła wynik współpracy na polu wymiany technologii ze swoim partnerem GAC Group. W przeciwieństwie do poprzedniego modelu z 2017 roku, Shirui, który nie trafił ostatecznie do sprzedaży, do GAC-Hondy EA6 przywiązano dużą wagę z racji bycia pierwszym w pełni elektrycznym oferowanym na chińskim rynku.
Podobnie jak u przedstawionego dwa lata wcześniej innego modelu użyczonego GAC Group swojemu japońskiemu partnerowi w Chinach, GAC-Toyota iA5, nie zdecydowano się na umieszczenie logotypów Hondy i poprzestano na oznaczeniach GAC. Jednocześnie, zdecydowano się wprowadzić obszerne modyfikacje wizualne w celu upodobnienia do macierzystych produktów Hondy - przeprojektowano pas przedni i nadano bardziej agresywny kształt reflektorom, a także przemodelowano tylne lampy. Zmiany objęły także kabinę pasażerską, na czele z deską rozdzielczą i selektorem trybów jazdy z modeli Hondy.

### Sprzedaż
GAC-Honda EA6 powstał wyłącznie z myślą o wewnętrznym rynku chińskim, trafiając do sprzedaży w ramach sieci dystrybucyjnej Hondy. Zbieranie zamówień na kompaktowy samochód elektryczny rozpoczęto zbierać w marcu 2021 roku, 4 miesiące po premierze.

### Dane techniczne
GAC-Honda EA6 to samochód w pełni elektryczny, który w całości przejął układ napędowy z macierzystego modelu GAC Aion S]. Wyposażono go w silnik o mocy 182 KM i 300 Nm maksymalnego momentu obrotowego, który połączono z baterią o pojeności 58,8 kWh pozwalającą na przejechanie na jednym ładowaniu od 510 kilometrów według chińskiego cyklu pomiarowego NEDC.